# Pierre Gassier
Pour les articles homonymes, voir Gassier.
Pierre Gassier (Étampes, 1er septembre 1915 – Marbella, 28 mai 2000) est un critique d'art français, travaillant en Espagne. C'est le plus grand spécialiste contemporain de Francisco de Goya.

## Biographie
En 1987, il est commissaire de l'exposition Toulouse-Lautrec et de plusieurs expositions sur le travail et la vie de Francisco de Goya, organisées par le Musée du Prado et par l'association les Amis du musée du Prado.
Gassier s'exprime sur Goya en ces termes :

« c'est un cas unique dans l'histoire de la peinture, parce que son nom est magique pour le public, il attire les foules plus que n'importe quel autre  artiste au monde. Je pense que le succès de Goya est dû à sa modernité, à la contemporanité de ses tableaux, dans lesquels le public trouvent l'écho de ses expériences. »

Avec son partenaire Juliet Wilson Bareau, il publie en 1974 « le meilleur et le plus complet des catalogues de Goya » selon les mots de Nigel Glendinning  publiés par les éditions Joventud de Barcelone, sous le titre Vie et œuvre de Francisco de Goya.
Pierre Gassier est également professeur de la chaire d'histoire de l'art de l'Université de Neuchâtel en Suisse et traducteur de l'espagnol. Il participe à des périodiques tels L'Œil, La Revue des arts et la Gazette des beaux-arts.

## Écrits
- Pierre Gassier, Goya : peintures. Éditions du Chêne, 1950 (OCLC 690072534)
- Pierre Gassier, Goya, Genève, Skira, coll. « Skira-Flammarion » (no 40), 1989 (1re éd. 1955 [texte]), 128 p. (ISBN 2-605-00139-3, OCLC 82525227, BNF 35460157)
- Pierre Gassier, Vie et œuvre de Francisco Goya : l'œuvre complet illustré, peintures, dessins, gravures. Éditions Vilo 1970, réimp. 1978 (OCLC 243248)
- Pierre Gassier, Les dessins de Goya. 2 tomes. Office du livre, 1973 et 1975 (OCLC 174975780)
- Pierre Gassier, Manguin parmi les Fauves. Catalogue. Fondation Pierre Gianadda, 1983 (OCLC 11030881)
- Pierre Gassier, Goya : témoin de son temps. Office du livre, 1983 (OCLC 10559649)
- Pierre Gassier, Toulouse-Lautrec. Catalogue. La Fondation Pierre Gianadda, 1987 (OCLC 496555944)